# Zyta Rudzka
Zyta Rudzka (ur. 10 października 1964 w Warszawie) – polska pisarka, scenarzystka filmów o sztuce, psycholożka.

## Życiorys
Absolwentka Wydziału Psychologii Akademii Teologii Katolickiej (1991).
Jest laureatką Nagrody Literackiej Gdynia, Gdyńskiej Nagrody Dramaturgicznej, Nagrody Radia Deutsche Welle, Nagrody im. Jarosława Iwaszkiewicza, Nagrody im. Stanisława Piętaka oraz Nagrody Literackiej Nike w 2023 r. W 2023 roku otrzymała Poznańską Nagrodę Literacką – Nagrodę im. Adama Mickiewicza.
Oparty na jej scenariuszu film Erna Rosenstein. Wieczność dla Nikogo został nagrodzony na Festiwalu Filmów Dokumentalnych w Krakowie (1995). Teatralna realizacja jej sztuki Cukier Stanik w reż. Agaty Puszcz zdobyła Nagrodę Gold Remi w Worldfest  Independent Film Festival w Houston (2016). W 2017 roku w Wiedniu odbyła się premiera jej sztuki Zucker Büstenhalter w reżyserii Imre Lichtenberger-Bozoki. W 2019 otrzymała Nagrodę Literacką Gdynia za książkę Krótka wymiana ognia. Powieść była również w finale Nagrody Literackiej Nike (2019), nominowano ją do Nagrody Literackiej m.st. Warszawy (2019) oraz została uznana za jedną z dziesięciu najlepszych polskich powieści dekady przez Tygodnik Polityka. W 2021 otrzymała Nagrodę Literacką m.st. Warszawy za powieść Tkanki miękkie. W 2023 za książkę Ten się śmieje kto ma zęby otrzymała Nagrodę Literacką Nike oraz została nominowana do Nagrody Literackiej m.st. Warszawy.
W 2003 roku była jurorką w programie Debiut emitowanym na kanale Polsat.
Jej twórczość była tłumaczona na niemiecki, rosyjski, francuski, czeski, włoski, angielski, chorwacki i japoński.

## Twórczość

### Powieści
- Białe klisze (1993)
- Uczty i głody (1995)
- Pałac Cezarów (1995)
- Mykwa (1999)
- Dziewczyny Bonda (2004)
- Ślicznotka doktora Josefa (2006)
- Krótka wymiana ognia (2018)
- Tkanki miękkie (2020)[9]
- Ten się śmieje, kto ma zęby (2022)

### Sztuki teatralne
- Latanie dla ornitologów, wystawiony pod tytułem: Seks, chemia i latanie (premiera w warszawskim Teatrze Bajka, 2005)
- Fastryga (2006), Nagroda Teatru Polskiego we Wrocławiu
- Cukier Stanik (główna nagroda w konkursie Forum Dramatu "Lustro. Obraz. Iluzja" w Łodzi, 2007, nominacja do finału Gdyńskiej Nagrody Dramaturgicznej, 2008)
- Eskimos w podróży służbowej (2008, nominacja do finału Gdyńskiej Nagrody Dramaturgicznej, 2009)
- Pęknięta, obwiązana nitką (2010, nominacja do finału Gdyńskiej Nagrody Dramaturgicznej, 2010)
- Zimny Bufet (2011), Gdyńska Nagroda Dramaturgiczna 2011